# كلاوس فينتر
كلاوس فينتر (بالألمانية: Klaus Winter)‏ هو قاضي ومحامي ألماني، ولد في 29 مايو 1936 في إسن في ألمانيا، وتوفي في 10 أكتوبر 2000.